# ورنبورگ
ورنبورگ (به آلمانی: Wernburg) یک شهر در آلمان است که در تورینگن واقع شده‌است. ورنبورگ ۷۵۹ نفر جمعیت دارد.